# Harriet Miers
Harriet Miers, née le 10 août 1945 à Dallas (Texas), est une juriste américaine et ancienne conseillère juridique de la Maison-Blanche (White House Counsel, équivalent de chef des services juridiques) d'où elle démissionne en janvier 2007.
Elle est désignée le 3 octobre 2005 par le président George W. Bush comme candidate à la Cour suprême des États-Unis pour remplacer Sandra Day O'Connor, démissionnaire. Face aux critiques variées de sénateurs des deux camps, le président Bush, à la demande de Miers, retire sa candidature avant son passage devant le Sénat. 

## Biographie

### Famille et études
Harriet Miers est née à Dallas (Texas) le 10 août 1945. Elle est la fille de Harris W. Miers, Sr. et de son épouse Sally (née) Richardson. Miers est diplômée en mathématiques en 1967 et en droit (1970) de l'université méthodiste du Sud.
Célibataire et chrétienne évangélique, Miers n'a pas d'enfants. Deux de ses frères et sa mère vivent encore à Dallas alors que son troisième frère vit à Houston. 

### Carrière professionnelle
Après avoir été assistante d'un juge fédéral de 1970 à 1972, elle rejoint un cabinet d'avocats texan de Dallas dont elle exerce ensuite la présidence à partir de 1996 jusqu'en 2001. Dans le cadre de ses fonctions d'avocat, elle défend les intérêts de grandes multinationales comme Microsoft et Walt Disney. 
En 1985, Harriet Miers est la première femme à devenir président de l'association des avocats de Dallas. En 1992, elle est la première femme à devenir président du barreau du Texas.

### Engagement politique
Dans les années 1980, elle est une sympathisante du Parti démocrate et contribue aux campagnes électorales de Lloyd Bentsen ou encore d'Al Gore (en 1988). Jusqu'en 1988, elle est cataloguée comme une démocrate conservatrice du Texas.
De 1989 à 1991, elle est élue au Conseil de ville de Dallas. À partir de 1994, elle devient l'avocate personnelle de George W. Bush à la suite de son élection en tant que gouverneur républicain du Texas.
Depuis septembre 1994, Miers n'a contribué qu'aux campagnes des candidats républicains dont celles de Kay Bailey Hutchison, Phil Gramm et Pete Sessions. 
En 1995, George W. Bush la nomme pour présider la commission de la loterie d'État, éclaboussée par un scandale financier, et qu'elle réforme.

### Une proche conseillère du président George W. Bush
Harriet Miers fait partie de l'équipe présidentielle de George W. Bush dès son arrivée à la Maison-Blanche en janvier 2001. Elle succède à Alberto Gonzales au poste de chef des services juridiques de la Maison-Blanche quand celui-ci est nommé procureur général des États-Unis en novembre 2004.
Elle est l'une des plus proches amies du président Bush. Elle le qualifie « d'homme le plus brillant qu'elle a rencontré. » (« the most brilliant man I have ever met » - Salon magazine du 3 octobre 2005).

### Une nomination avortée à la Cour suprême des États-Unis

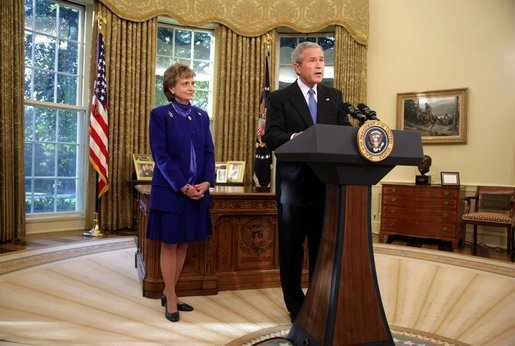
Annonce par George W. Bush de sa nomination dans le Bureau ovale.

Le 3 octobre 2005, le président George W. Bush la nomme à la Cour suprême des États-Unis pour remplacer Sandra Day O'Connor. 
Harriet Miers n'a pas d'expérience en tant que juge fédéral comme autrefois l'ancien président de la Cour suprême William Rehnquist. Elle n'est pas connue non plus pour être un farouche partisan de la peine de mort ou une militante anti-avortement ce qui provoque la déception des milieux ultra-conservateurs ou fondamentalistes chrétiens. Du fait qu'elle était avocat et non juge, certains ont remis en cause sa qualification. Dans le camp démocrate, on critique aussi sa grande proximité avec le président.
Avant que sa candidature à la Cour Suprême des États-Unis ne soit examinée par le Sénat, elle demande le 27 octobre 2005 que celle-ci soit retirée, ce que le président George W. Bush accepte. Les sénateurs républicains conservateurs se sont réjouis de ce renoncement et souhaitent imposer un candidat pro-vie à la Cour.
Elle démissionne en janvier 2007 de son poste de conseiller de la Maison-Blanche où elle est remplacée par Fred F. Fielding.